# Afrikansk beckasin
Afrikansk beckasin (Gallinago nigripennis) är en beckasin som lever i Afrika.

## Utseende och läten
Afrikansk beckasin är en 25–29 cm lång fågel som liknar enkelbeckasinen och dess nära släktingar, men är större med mörkare ovansida och kontrasterande vit buk. Den har vidare något längre näbb och i flykten, som vid uppflog inte är lika brant, syns mörkare och mer rundade vingar med vit bakkant på armpennorna samt mycket mer vitt i stjärten. Lätet liknar enkelbeckasinens, men är hårdare och torrare. Även spellätet är likt, men mörkare.

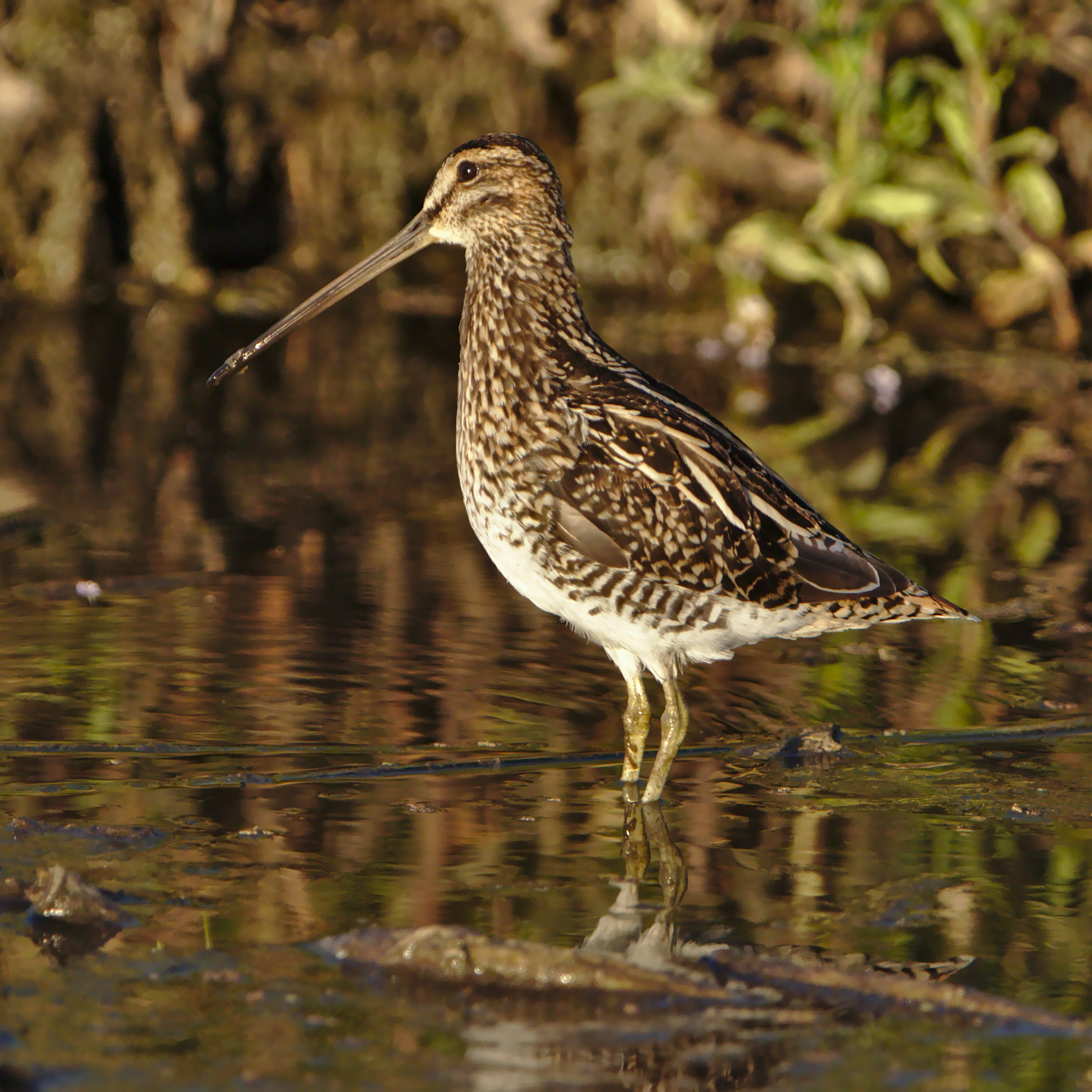

## Utbredning och systematik
Afrikansk beckasin häckar i östra och södra Afrika och är knuten till våtmarker. Den delas upp i tre underarter med följande utbredning:
- Gallinago nigripennis aequatorialis – Etiopien till östra Demokratiska republiken Kongo, Tanzania, Malawi och Moçambique
- Gallinago nigripennis angolensis – Angola och Namibia till Zambia och västra Zimbabwe
- Gallinago nigripennis nigripennis – södra Moçambique och Sydafrika

## Levnadssätt
Afrikansk beckasin hittas i tätbevuxna våtmarker. I större delen av utbredningsområdet är den begränsad till medelhöga och höga höjder. Liksom andra beckasiner ses den oftast när den plötsligt skräms upp.

## Status och hot
Arten har ett stort utbredningsområde och en stor population, med en okänd populationsutveckling. Utifrån dessa kriterier kategoriserar IUCN arten som livskraftig (LC).